# 细叶地榆
细叶地榆（学名：Sanguisorba tenuifolia，也叫垂穗粉花地榆、棉地榆、锦地榆等）为蔷薇科地榆属下的一个种。主产于东北地区。

## 用途
其干燥根是中药地榆的地区习用品之一，但并非正品，《中国药典》中的地榆为地榆 Sanguisorba officinalis 或长叶地榆 Sanguisorba officinalis，而并没有细叶地榆，蒙医中亦用其根入药。

## 扩展阅读
- 維基物種上的相關：细叶地榆

1. 1 2  《中国大兴安岭蒙中药植物资源志》编撰委员会. . 赤峰: 内蒙古科学技术出版社. 2011.10: 216. ISBN 978-7-5380-2085-4.
2. 1 2 3  刘道清. . 郑州: 中原农民出版社. 2013.01: 323. ISBN 978-7-80739-433-4.
3. ↑  .   [2022-05-28].
4. ↑  建康. . 北京: 北京燕山出版社. 2007.09: 179-180. ISBN 978-7-5402-1911-6.
5. ↑  左中丕. . 北京: 军事医学科学出版社. 2003.06: 489. ISBN 7-80121-476-5.